# Thomas Bradwardine

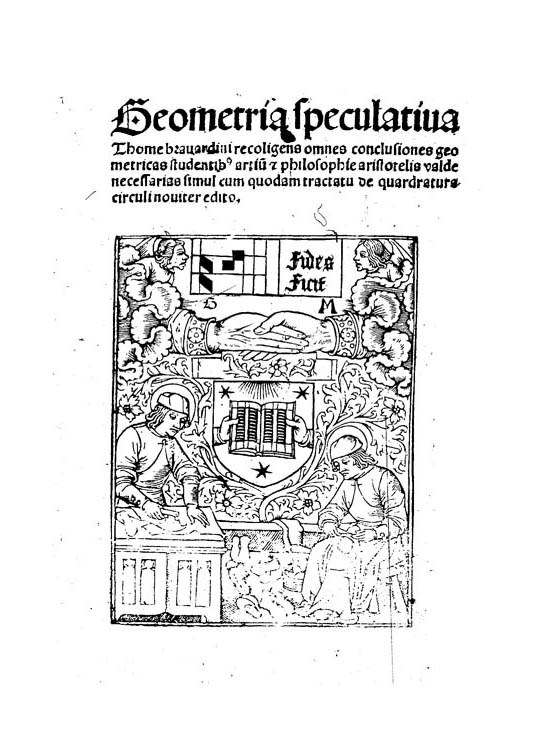
Geometria speculativa, 1495

Thomas Bradwardine (c. 1290 - 1349) fue un filósofo inglés del siglo XIV, procurador de la Universidad de Oxford y precursor de la investigación científica y de la introducción de las matemáticas como método fundamental para ello, siguiendo la línea creada por Roberto Grosseteste. Bradwardine es considerado como uno de los miembros más destacado de la Escuela de Oxford.

## Biografía
Bradwardine nació en Chichester cerca del año 1290. En 1325 fue nombrado procurador en la Universidad de Oxford y en 1348 Arzobispo de Canterbury. Murió en 1349.

## Pensamiento

### Lógica
Sus trabajos lógicos tuvieron una importante influencia en Juan Buridan. En la actualidad han sido estudiados por Arthur Prior y Jim Carlyle. Su trabajo sobre la paradoja del mentiroso ha sido estudiada más recientemetne por Paul Spade y Steven Read.
La contribución de Bradwardine al estudio del espacio vacío y su relación con Dios ha sido estudiada por Edward Grant, en su obra Much Ado about Nothing, Cambridge University 1981. Digitaly printed version, 2008, destacando la influencia de su obra De causa Dei en este tema.

### El concepto de función
Si bien está claro que el concepto de función matemática no se establece de manera definitiva hasta el siglo XVII, no se puede ignorar que ya de antiguo, pero sobre todo en la escolástica del siglo XIV, se manejaba el concepto de relación variable entre cantidades diversas mediante la confección de tablas.
De especial relevancia en la formación del concepto están los trabajos de la Escuela de Oxford y en especial de Bradwardine en su obra del Tractatu de proportionibus velocitatum en relación con la regla que determina la dependencia entre la fuerza de resistencia y la velocidad de un cuerpo cuando la fuerza varía en relación con la resistencia.
Según el autor, «cuando la fuerza es mayor que la resistencia, la velocidad depende de los cocientes de ambas magnitudes, y cuando es igual o menor no se produce movimiento». Para esta conclusión Bradwardine utilizaba la idea de proporción, dejando de lado el término tradicional escolástico de «comparación». De esta forma consideraba que elevando al cuadrado el cociente de la fuerza y la resistencia, se produce una duplicación de la velocidad, y a la inversa.
Estas ideas fueron seguidas e investigadas por Juan Buridan, Nicolás de Oresme y otros autores medievales, aunque no fueron realmente elaboradas en su sentido pleno matemático y de cálculo hasta el siglo XVII. No obstante, desarrollaron una «casuística lógica en la física», como señala Anneliese Maier.
Hay que tener en cuenta las posibilidades de cálculo que tenían en su época, pues aun cuando fueron pioneros sus métodos eran todavía muy limitados antes del desarrollo del álgebra en el siglo XVI.

### Técnicas de la memoria
En su De memoria artificiali (c. 1335), Bradwardine lleva a cabo un estudio de la memoria a través del uso de reglas nemotécnicas, organización de experiencias y reglas para la evocación de los recuerdos así como para la asociación e invención de ideas, poniendo en cuestión los ejercicios y prácticas de memoria que se ejercitaban en su tiempo.

### Teología
Su concepto de Dios no pasa de ser el normal en la escolástica medieval, si no fuera por su interés en introducir en la teología su tendencia matemática.
Siguiendo la tradición agustiniana de Dios como ser perfecto, no presenta problema alguno respecto a sus atributos. Pero en lo referente a la acción de Dios en el mundo, como causa eficiente, y sobre el postulado de la imposibilidad de la infinitud de serie causal, considera que incluso los actos libres de los hombres dependen de la voluntad de Dios.
Dios puede determinar necesariamente toda voluntad creada. Para que el acto sea libre es suficiente que el acto no esté determinado por las causas segundas, pero no es posible que no esté sometido necesariamente a la Causa Primera.
Estas ideas tuvieron eco en su época y junto con los movimientos reformadores del franciscanismo de la época parece que pudieron tener influencia en el pensamiento de John Wickliffe, lo que históricamente le viene a emparentar con el movimiento husita y antecedente de la Reforma Protestante.

## Obras
- De arithmetica speculativa
- De arithmetica practica
- De geometria speculativa
- De continuo
- Tractatus de proportionibus velocitatum
- De velocitate mottum
- Tabulae astronimicae
- De memoria artificiali
- De causa Dei (circa 1335) - Probablemente su obra más importante